# Landkreis Güstrow
Landkreis Güstrow var ett län (Landkreis) i det tyska förbundslandet Mecklenburg-Vorpommern.
Länet låg söder om länen Bad Doberan och Nordvorpommern, väster om länet Demmin, norr om länen Müritz och Parchim samt öster om länet Nordwestmecklenburg. Huvudorten var Güstrow.
Under en distriktsreform i Mecklenburg-Vorpommern sammanlades distrikten med distrikten Bad Doberan i september 2011. Den ny distrikten kallas Landkreis Rostock.